# 藤村義朗 (海軍軍人)
藤村 義朗（ふじむら よしろう、1907年〈明治40年〉2月24日 - 1992年〈平成4年〉3月18日）は、日本の海軍軍人、実業家。最終階級は海軍中佐。旧名・義一（よしかず）。

## 経歴
大阪府出身。実業家・藤村義正の長男として生まれる。堺中学を経て、1927年（昭和2年）3月、海軍兵学校（55期）卒業。1928年（昭和3年）10月、海軍少尉任官。海軍砲術学校高等科で学ぶ。1934年（昭和9年）7月、「長月」砲術長に就任、以後、砲術学校専攻科学生、「綾波」砲術長、砲術学校教官、「白雲」「厳島」の各砲術長を歴任。1939年（昭和14年）11月、海軍少佐に昇進。1940年（昭和15年）4月、海軍大学校（甲種37期）を首席で卒業した。
1940年5月、ドイツ駐在（マクデブルク大学）となり、同年11月、ドイツ大使館付武官補佐官に就任。藤村が補佐官に着任した当時の駐在武官は横井忠雄で、任期中に小島秀雄に交代している。1943年（昭和18年）11月、海軍中佐に進級。1944年（昭和19年）6月、フランス大使館付武官補佐官に転じ、同年10月、ドイツ大使館付武官補佐官を兼務。1945年（昭和20年）3月、連合国軍侵攻によるベルリンの戦いを前にしてスイスへ移駐。このときの藤村の肩書きはスイス公使館の海軍顧問だった西原市郎大佐の輔佐官という立場であった。このスイスへの異動につき、小島秀雄は戦後の回想で、ドイツ人フリードリヒ・ハックを介したアメリカ合衆国との接触をスイスでおこなうために自らが赴こうとしたが、スイス側から査証が発給されず、代わりに藤村を派遣したと述べている。
太平洋戦争末期の5月頃より、前記のフリードリヒ・ハックを介して、アメリカの情報機関戦略情報局 (Office of Strategic Services、略称OSS。中央情報局の前身）のスイス支局長だったアレン・ウェルシュ・ダレスを相手とした対米和平・終戦工作に奔走したとされる（詳細は後述）。
1946年（昭和21年）3月、予備役に編入となる。共に終戦工作を行った笠信太郎から紹介されたダレスの元部下ポール・ブルームの依頼を受け、1948年（昭和23年）4月、商社「ジュピターコーポレーション」を興して社長となり、後に防衛産業にも参入した。
1954年に野村吉三郎（海軍大将、元駐米大使）が参議院補欠選挙に和歌山県から出馬した際、藤村は選挙事務所の金庫番を務めている。

## 和平工作とその実状

### 藤村の主張
藤村が太平洋戦争末期に和平工作に携わったことは、戦後の1951年に雑誌『文藝春秋』5月号に藤村自身が発表した「痛恨!ダレス第一電」と題する手記によって広く知られることとなった。この中で藤村は、
- 1945年4月23日に和平工作を開始することを決め、ハックからダレスの秘書フォン・ゲベルニッツ（藤村は「ゲバーニッツ」と記載）に連絡を取り、先方からは交渉を開始して差し支えないという回答を得た
- 5月8日に、東京の海軍省に対して、ダレスとの工作についての最初の電報を打った。これに対して海軍省からは「敵による陸海軍離間策ではないか」との回答が来た
- 驚いてそのような意図はないことを述べて、説得する返電を送った。さらに自らが東京に行って話す方法はないかという電報を送り、一方ダレス側からは、アメリカが責任を持ってスイスまで運ぶので、大臣か大将クラスの代表者を呼べないかという提案を受けた
- しかし、6月下旬に海軍省から「趣旨はよくわかったから、この件は現地の公使などと連携して善処されたい」という回答が来た。これを見て「東京に人なし」と痛憤した

といった内容を記している。
これにより、藤村は「幻の和平工作に携わった人物」として一躍脚光を浴び、その後も和平工作について書いたり話す機会を持った。その中で、当初なかった内容が加わっていった。たとえば、
- OSSとの接触は自分自身でもおこない、ダレスとも直接会見した
- 藤村は実に35本もの電報を打ったが全て外務省に握り潰された
- 現地の8月14日午後（日本時間8月15日早朝）、つまり玉音放送送出が決まる12時間前、運よく繋がった国際電話で海軍大臣副官が「藤村、あの話（和平の件）、何とかならんかね」と言ってきた。電話を受けた藤村は「ダレスとの交渉の事ですか」と問い返し、傍でこれを聞いたハックは思わず「バカヤロー! 百日遅い! 今頃何を言ってんだ」と怒鳴った

といったものである（最初の二つは読売新聞社の『昭和史の天皇』での証言、最後のものは1975年刊行の大森実『戦後秘史』で初めて出た）。
これに沿った内容はテレビ番組で、藤村の没後も取り上げられている。

### 電報記録による検証
しかし、1970年代以降、アメリカが傍受・解読していた日本の外交電報（パープル暗号）・海軍電報（オレンジ暗号・コーラル暗号）やOSS関連の資料が公開されるようになると、それらとの比較照合により信憑性に疑いが持たれる点が出てきた。まず、藤村は最初の和平工作の電報送信を「5月8日」（ドイツ降伏の日）としているが、アメリカ側の解読記録である「マジック・サマリー」に残る電報は6月5日付であり、藤村は事実より1ヶ月話を前倒ししたのではないかとみられている。前倒しした理由について有馬哲夫は、ダレスが5月28日付でOSSスイス支局長を辞して諜報・工作と関係しない「占領地高等弁務官」に就任してベルンを去っていた点に着目し、「ダレス機関」を相手に和平交渉をしていたという藤村のストーリーと辻褄を合わせるために前倒しをしたのではないかと推論している。さらに、藤村は当時の電報で「ダレスの側から自らに接触してきた」と記したが、戦後のインタビューでその点について「せっぱつまってウソをついた」と証言している。
なお、藤村が送信したとされる電報の発信者を、アメリカ側の解読記録「マジック・サマリー」はすべて西原市郎大佐としている。この点について、竹内修司は暗号電報上は「スイス海軍アタッシェから東京海軍大臣、軍令部総長宛」となっていたことから、公使館での役職からの推察で西原としていたのではないか、とし、実際の発信は藤村が西原の了承を得たか、もしくは独断で嘱託の津山重美（大阪商船社員）に依頼して打たせたとしている。有馬哲夫は「（藤村が）西原が、あるいは西原の名を借りた自分（引用者中：藤村）が、電報を打っていた」とし、西原も発信に関与していたとしている。なお、西原自身の和平工作に関する回想は、出身である海軍機関学校OBの回顧録に発表したことが知られる程度である。以下、本記事では藤村の発信として記述する。
藤村が最初に海軍大臣と軍令部総長に送った電報は概ね以下のような内容であった。
- トルーマン大統領は人気・才覚・能力の面で劣っており、表面上の無条件降伏を求める主張とは別に、人気や評価を高めるためひそかに戦争の早期終結を望んでいる。
- ソ連が対日参戦することをアメリカは望んでいない。
- 5月23日と25日にダレスが信頼すべき第三者（ハックを指すと見られる）を通じて、ソ連の干渉も受けないスイスは日米が交渉・会談する場所として適していること、ダレスがワシントンと直接接触し、トルーマン大統領やステティニアス国務大臣、ジョセフ・グルー代理に近いこと、日本が対話を希望するならそれをワシントンに伝え、日本側が海軍の提督級将官をスイスに派遣するのに賛成すればスイスまでの飛行機などのあらゆる便宜を責任を持って準備し、その人物は二、三週間以内に到着するのが望ましいことを極秘裏に提案した。ダレスは同趣旨の電報をワシントンにも送っている。

なお、藤村はこの電報の中で、ソ連がヤルタ会談で対日参戦することを提案し、ルーズヴェルトが協調政策上同意したとし（実際は逆）、その時期は8月下旬であろうと記している。これ以外にもベルンの「海軍武官電報」としてソ連がヤルタ会談で対日参戦を約束したという電報が5月24日に、「フランス共産党にコネを有する情報源」をソースとして「ヤルタ会談で、7月末までに日本の降伏がなければソ連は参戦することに同意した」という電報が6月11日にそれぞれ東京に当てて打たれていたことが、イギリスに保存されていた傍受解読記録（ウルトラ）より判明しているが、藤村自身はこのソ連対日参戦密約情報の入手や東京への打電については明確な証言を残していない。
6月5日付の電報が日本側で受け取られたことは、当時海軍で密かに終戦工作に当たっていた高木惣吉少将のメモにほぼ同じ内容が記されていることで確認できる。高木はこの電報を海軍大臣の米内光政に見せたが、米内は「敵による陸海軍の離間策の謀略である」と疑い、この提案を採用することはなかった。高木自身は、電報内容が真実なら自身を派遣すれば本土上陸は阻止できると申し入れたが、受け入れられなかったと述べている。
藤村は上記電報に続き、6月7日には「小官の見解」と題してダレスの立場や、対イタリアでの和平工作の実績を訴え、「決して謀略ではない」とする第二報を送っている。
藤村は『文藝春秋』掲載の手記で「6月22日に本国から海軍大臣名で、”貴趣旨はよく分った。一件書類は外務大臣の方へ廻したから、貴官は所在の公使その他と緊密に提携し善処されたし”という電報が来た 」と記しているが、これは確認できない。ただ、6月5日や7日の電報の後に日本から訓電があったらしいことは、現存する7月6日付で藤村が打った電報（傍受記録に残る和平工作関係の電報としては6月7日付の次）から窺える。この中で藤村は「謀略の取引ではないかという貴官の疑念は当然で、我々もこの点については警戒を怠っていない。もし、これが謀略であるという徴候が少しでもあれば、すぐさま現地の公使や陸軍武官に伝えるつもりだ」「（先方から「東京から返電があったか」という問い合わせを二度受けたことに対して）もちろん貴官の指示通りにこれに何の返答もしていない」と記している。そのうえで、藤村は謀略であることを重ねて否定した。
7月14日には、「ダレスとそのスタッフはフランクフルトの米軍総司令部に出発したが、ダレスからは日本政府が望むならいつでも連絡を取れるようにすると伝えられた」という内容の電報が送られた。このあと、16日、17日とダレスの秘書であるゲベルニッツの紹介と彼から入手したアメリカ側の見解を伝える電報を打っている。17日の電報では日本の敗戦は必至でアメリカ側の対日戦への意欲が高いことを示した上で、ダレスが日本との連絡チャンネルを設けて早急な和平に持ち込む意志があると伝え、今のこのチャンネルを絶たないことが重要で、それによって自分は何事かを成し遂げたいと考えるので、東京の見解や指示を請う内容となっている。
しかし、海軍中央は藤村の電報について、その扱いを外務省に一任した。7月23日に扱いを委ねられた外務省から、ベルン駐在の加瀬俊一公使に対し、以下のような電報が発信される（原文の文語体を現代文に意訳）。
この電報については、先に海軍から藤村宛に訓電を発したと電話で連絡があった、との但し書きがある。前日の7月22日に、軍令部総長名でベルン公使館付海軍顧問に宛てて、「この件が外務省に移管されたので現地の外務省代表と連絡を取り、海軍としては表だって関与しない。敵の最近の宣伝は敵が困難に直面していることが窺える。海外の海軍代表は軽率な行動を慎み、慎重でなくてはならない」といった電報が送られた。藤村は7月26日、「自分は立場をわきまえており、過去も将来も軽率な行動は取らない、戦争の今後の経過によらず自分としては捕虜等の相手に拘置された人々の情報交換のため、政策・軍事行動に影響を及ぼさない範囲で敵方と間接的な接触を維持することは重要だと信じるが、貴電の指示により当面海軍軍人としては表に出ないようにする。もし命令があればアメリカの権威筋と即座に接触できる道はなお開いておく」という内容の返電を発信している。少なくとも、『文藝春秋』の手記にある海軍中央の無理解を嘆くような態度は見受けられない。藤村からの和平工作に関する電報で、傍受記録から確認できるのはここまでである。その数は10通に満たず、藤村が主張する「30通以上」とは大きな開きがある。また、藤村の手記にある「自らが東京に行って話す方法はないか」と尋ねたという内容は、現存する電報には記されていない。
一方加瀬公使は7月31日に東郷茂徳外相に「海軍武官（西原大佐）および輔佐官（藤村）から聴取した」とする電報を送った。この中で加瀬は、藤村が「同人の性格上、並びに西原武官が技術官（機関科士官）である関係から種々問題を惹き起こしている」と記し、「イニシァチブが米国側から出たものとは認め難いので、黙殺することにすべきだと思う」と述べた。実は加瀬公使はすでに、陸軍のスイス駐在武官である岡本清福中将の依頼を受けた国際決済銀行理事の北村孝治郎および同じく国際決済銀行為替部長の吉村侃が、国際決済銀行顧問のペール・ヤコブソンを通じてダレスと和平交渉の接触を取ることに内諾を与えていた。加瀬と藤村は互いがおこなっていたダレスとの接触についてほとんど知ることはなく、独断で動いた藤村に加瀬はよい印象を持っていなかったことがこの電報から読み取れる。藤村の側も、戦後の1948年に高木惣吉から自らの工作について聴取を受けた際、加瀬を「無能の人物。責任の分散を恐れる事甚だしかった。本土決戦を主張する大本営の意向に反する仕事をすることは、表面的には問題が深刻重大であるため、他の人に話させたかった」と評し（この段階では加瀬の関与した岡本中将らによる和平工作は明るみに出ていなかった）、スムーズな関係ではなかった。

### アメリカ側の見方
OSSの文書で藤村の和平工作に言及したものは、藤村が最初の電報を打つ前日の6月4日付でOSSから統合参謀長会議に送られた報告が最初である。この中では、藤村が海軍中央と直接に秘密の電信接触を持ち、信頼を得ていること、海軍のサークルは和平を指向しており、その条件が天皇の保持であること、また日本が食糧を自給できず米と砂糖を朝鮮に依存しており、食料輸入のための商船隊の確保が必要だと主張していることを伝えている。次いで6月22日には同じく統合参謀長会議宛に、「ドイツ人権威」（ハックを指すとみられる）からの情報として、再度「日本からは降伏に先立つ天皇保持の確認要求」が出るだろうと藤村が主張したことが紹介され、ダレスが降伏交渉をおこなった北イタリアのドイツ軍にどのような条件を認めたかを藤村が知りたがっていると記している。なお、これらには、藤村と直接接触した話や藤村の電報にある「日本海軍の高級士官をスイスまで責任を持って運ぶ提案」という内容は出てこない。ゲベルニッツが7月5日付でダレスに送ったと思われるメモには、日本およびスイス駐在の日本の公人についてHという協力者（ハックとみられる）から入手した情勢コメントが記されている。この中でHは加瀬公使を「三流の人物」、岡本陸軍中将を「知性がなく、勇気に乏しい」、国際決済銀行の北村理事を「知的だが日本への影響力はない」などと評する中で、藤村を「在スイスの日本公人の中でそれなりの才幹をもつただ一人」と高く評価していた。ただし、この文中では藤村が海軍大臣宛の電報を「Hの教唆（instigation）によって送った」と記しており、H（ハック）が藤村の工作を誘導していたことも示されている。
しかし、前記の通り藤村の活動が海軍中央から事実上差し止められ、一方岡本中将・加瀬公使 - 国際決済銀行関係者のルートの活動が活発化すると、報告の中でも藤村の活動は岡本・加瀬ルートの次位の扱いとなる。8月2日付でOSSからホワイトハウスに送られたレポートには、岡本・加瀬ルートに関する報告のあとに藤村のルートの報告も（ハックと思われる「スイス在住の極東の消息に通じるドイツ人」からとして）あげられているものの、そこでは藤村が「即時交戦停止」をうながす7通の長い電報を過去2ヶ月間に東京の上官に送ったが、その返答は海軍はもはや「単独行動」を起こせず、藤村に対して「東京からの命令なしに行動を起こすな、ただし"極めて貴重な接触"は維持せよ」という返事があったと記している。外相にポツダム宣言への考察を伴った電報を打った加瀬らへの言及に対し、藤村はすでに活動を封じられた状況を伝える内容となっていた。
ダレスとゲベルニッツが戦後に記した回想録『静かなる降伏』（邦訳は1967年、早川書房刊）では、国際決済銀行関係者を通じた和平工作には詳しい言及があるが、藤村については（「スイスで日本の陸海軍スポークスマン（中略）から接触を受けた」とあるものの）具体名などはまったく記されていない。

### 海軍中央の見方
日本海軍中央での藤村（あるいは西原）の和平工作に対するその時点での反応として一次資料で確認されているのは、前記した米内光政の意見（高木惣吉による）と海軍から藤村（西原）に送られた訓電の傍受記録のみである。
太平洋戦争後、海軍中央にいた人物からこの工作を知った際の反応が複数証言された。部下2人に和平の研究を密かに命じていたという軍務局長の保科善四郎は、6月に藤村の電報を持参した部下が「大変喜んで」おり、保科自身が米内光政に電報を見せると米内も「嬉しそうであった」が、軍令部次長の大西瀧治郎が「陸海軍離反策の謀略」として反対したという。軍令部第一部長の富岡定俊は、直属上司の大西が継戦派であることを意識して、その上位である軍令部総長の豊田副武から大西を説得させるべく豊田に相談すると、（富岡は）作戦に心血を注ぐべきで、和平の問題は考えるべきではないと返答され、以降富岡は和平に関する話題に関わらなかったという。豊田自身は戦後の著書『最後の帝国海軍』（世界の日本社、1950年）で「こんな大きな問題を中佐ぐらいに言うのはおかしい」と海軍省も軍令部も危険視し、謀略か「観測気球」という見方だったと述べている。大井篤は戦後の「海軍反省会」において、藤村を東郷（茂徳）や米内が期待していたと述べているが、その「期待」について、東郷はダレスを通じてソ連やアメリカの情報を得ることができるという部分であったという。
藤村の元上司である小島秀雄は「海軍反省会」で、「藤村が小島の命でスイスに行った、と知っていたらもう少し考え方があったと戦後豊田に言われた」と証言している。
藤村の旧所属であるベルリン海軍武官室は従来よりハックとつながりを持っていた。それに関連して、1944年以前よりハックからアメリカとの仲介の話が持ちかけられていたという証言が残されている。これが事実とすれば、ハックを介した和平工作は、ベルリン海軍武官室として組織的になされていたことになる。有馬哲夫はこれらの点を踏まえ、「藤村のスタンドプレーが、ソ連を仲介としない、米英を相手とする直接和平交渉の目を摘んだといえる」と述べている。
竹内修司は「藤村工作の評価は今日に至るも定まっているとはいえない」と記している。

## 著書・関連図書
- 藤村義朗「思い出の記」1973年。
- 『追憶藤村義朗先生』1993年。